# Miroslav Jirava
Miroslav Jirava (7. června 1931 Praha – 24. února 2002 Noutonice) byl český akademický sochař.

## Život
Miroslav Jirava se narodil 7. června 1931 v Praze do rodiny pražského bonvivána, majitele cukrářské firmy Bohumila Jiravy a Anny Jiravové, rozené Belzové. Měl ještě dvě sestry.
Otec Bohumil Jirava vlastnil cukrářskou firmu, která ale brzy zkrachovala pro jeho bohémský styl života. Matka Anna, rozená Belzová pocházela z Holešova, kde její rodina vlastnila kamenosochařství. Rodiče také měli pronajaté Žluté lázně v Praze - Podolí na pravém břehu Vltavy. Vysokoškolské vzdělání získal Miroslav na UMPRUM. Od poloviny 50. let 20. století tvořil mimo jiné betonové plastiky organických tvarů. V Krnově například v roce 1963 vytvořil kašnu se sousoším/fontána Rodina a s mramorovou mozaikou. Z roku 1957 pocházela tamní nepojmenovaná prolézačka a z roku 1960 dochovaná prolézačka Kohout, která roku 2014 prošla renovací. Kvůli značným rozměrům svých děl si pořídil Nový mlýn pod hradem Okoř.
Miroslav Jirava byl třikrát ženatý, poprvé se oženil ještě při studiích se spolužačkou, podruhé v roce 1958 s krnovskou restaurátorkou starých tisků Alenou Genserkovou, pročež si kromě ateliéru v pražských Nuslích zřídil i ateliér v Krnově. V roce 1961 se mu narodila dcera Lucie, která je dnes restaurátorkou. Ve svých 34 letech se však v roce 1965 podruhé rozvedl. Jeho poslední ženou se stala Sidonie (* 1946), která po jeho smrti žije v Novém mlýně v okolí Okoře. Měl i několik strýců a tet, od kterých vzešlo několik bratranců a sestřenic, např. akademický sochař Vladimír Kýn, nebo Ing. Jiří Jirava, který byl zahraničním obchodním diplomatem, dále Vlasta Kysilková, Anna Hlaváčková aj. Známi jsou i jeho prarodiče - František Jirava (1866–1940) a Františka Jiravová, rozená Melanová (1869–1942).
Akademický sochař Miroslav Jirava zemřel náhle dne 24. února 2002 na Novém mlýně u obce Noutonice v náručí své manželky Sidonie. Jeho popel byl rozptýlen v krajině, kterou Miroslav Jirava vytvořil a miloval.

## Galerie

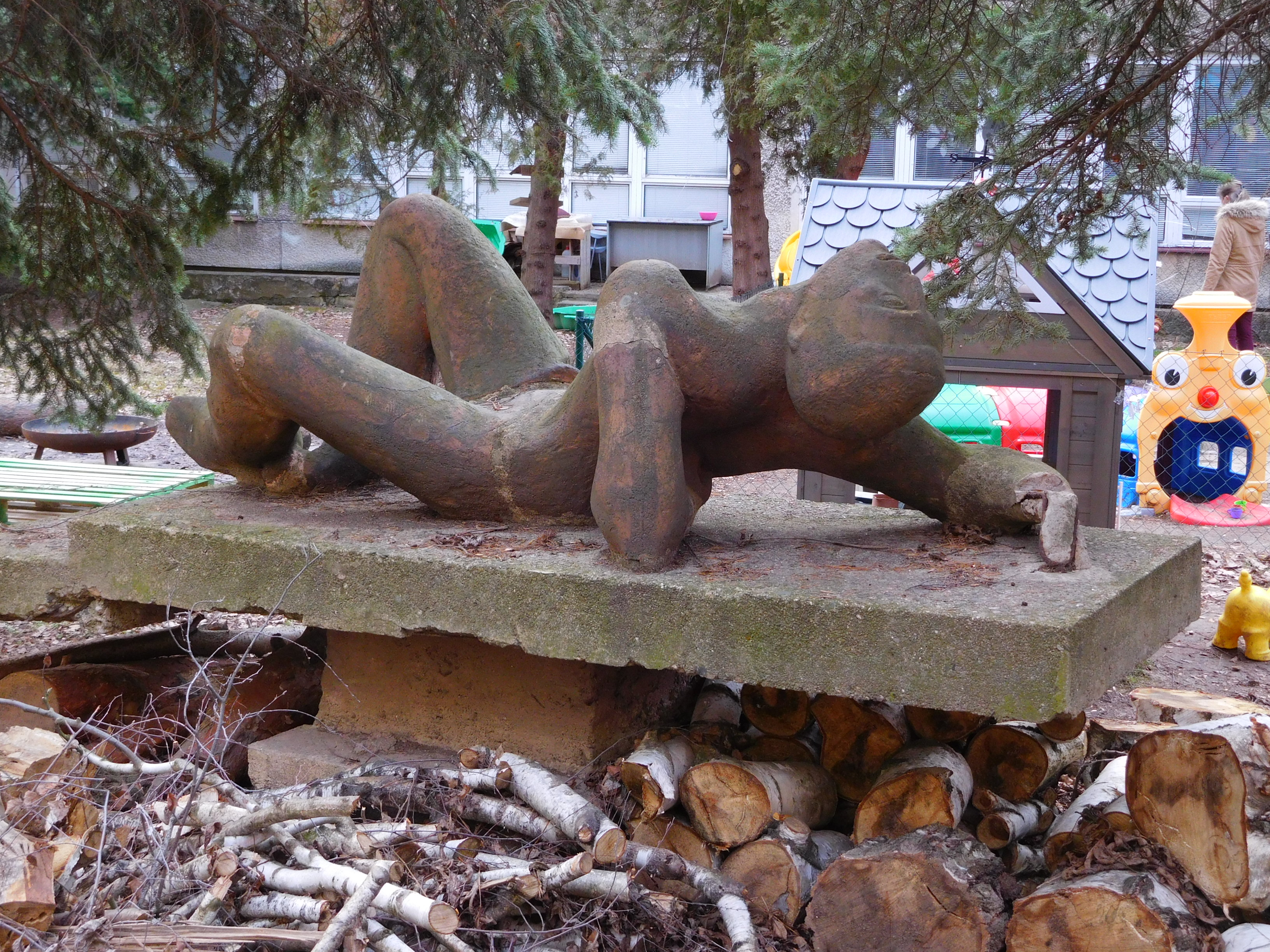
Plastika v ulici Teplická, Praha - Střížkov
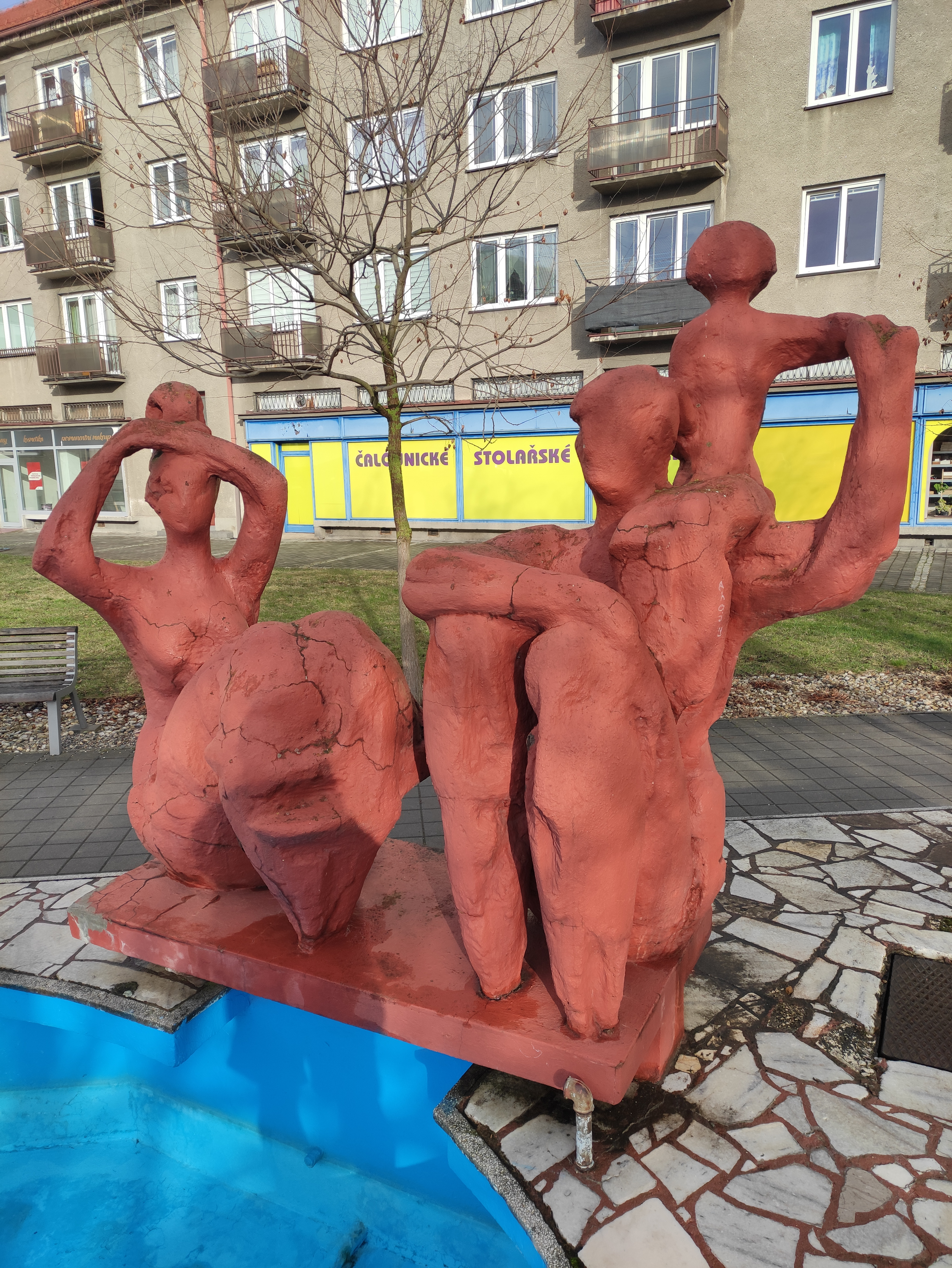
Fontána Rodina, Krnov
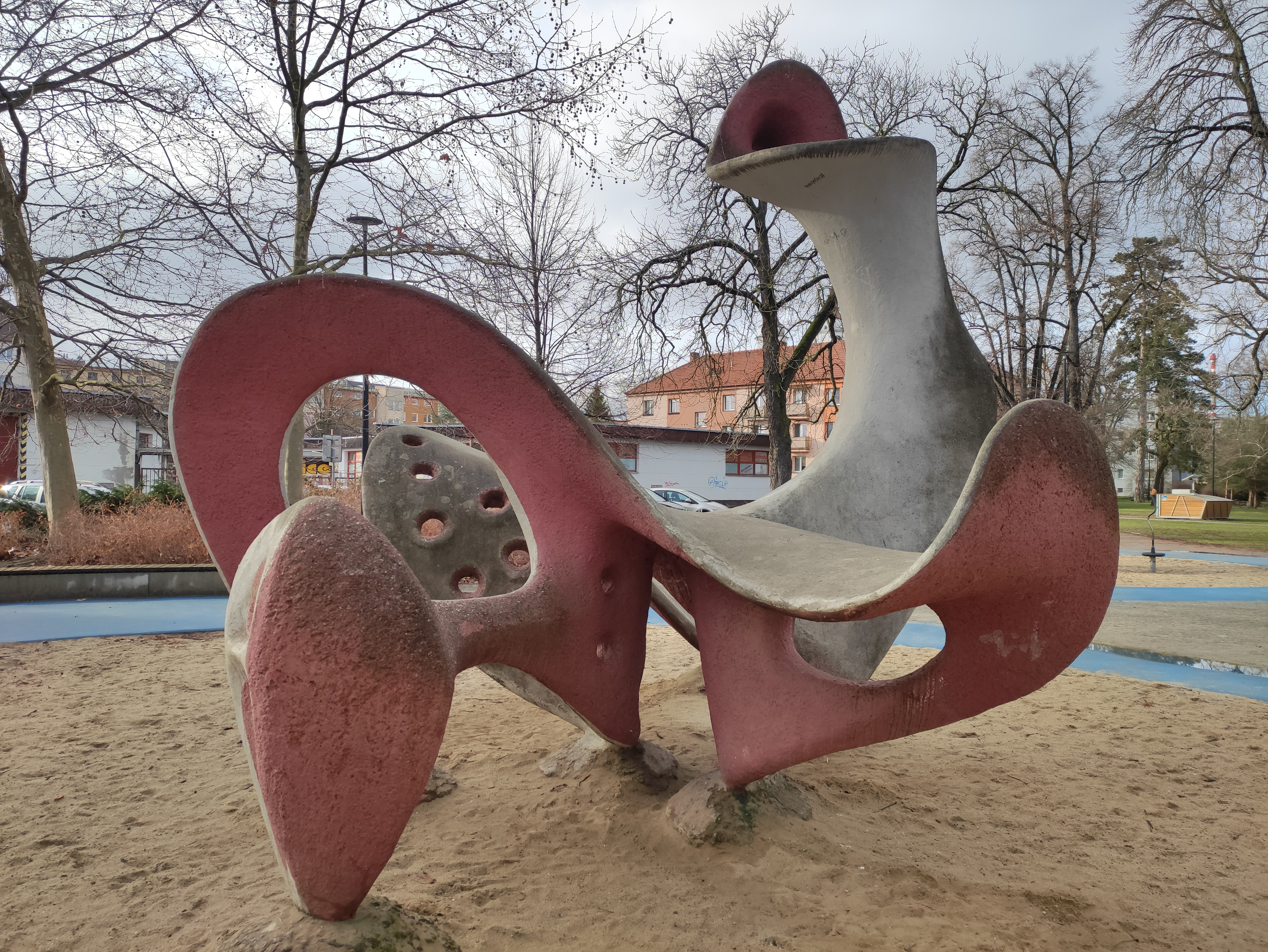
Kohout, Krnov